# Golden Globe Awards 2022
Die 79. Verleihung der Golden Globe Awards (englisch 79th Golden Globe Awards) fand am 9. Januar 2022 statt. Die Preisvergabe durch die Hollywood Foreign Press Association (HFPA) für die besten Film- und Fernsehproduktionen des zurückliegenden Kalenderjahres fand ohne Publikum und ohne Empfang am roten Teppich statt. Die Gewinner wurden im Rahmen einer abendlichen Veranstaltung im Ballsaal des Beverly Hilton Hotels bekanntgegeben. Aufgrund der COVID-19-Pandemie waren nur ausgewählte Gäste zugelassen. Der seit 1996 ausstrahlende US-amerikanische Fernsehsender NBC hatte die Übertragung der Gala für 2022 abgesagt.

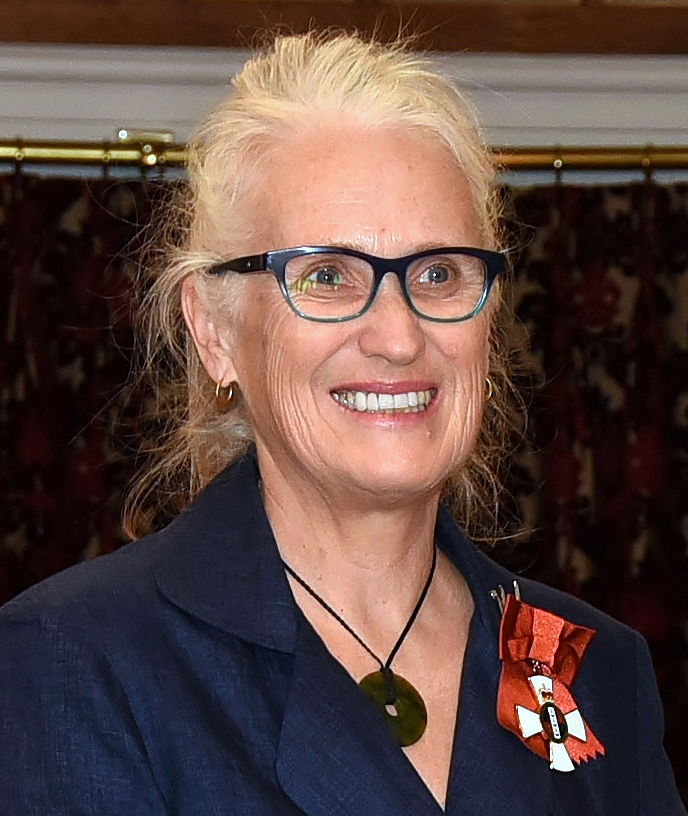
Jane Campion, Regisseurin des preisgekrönten Filmdramas The Power of the Dog

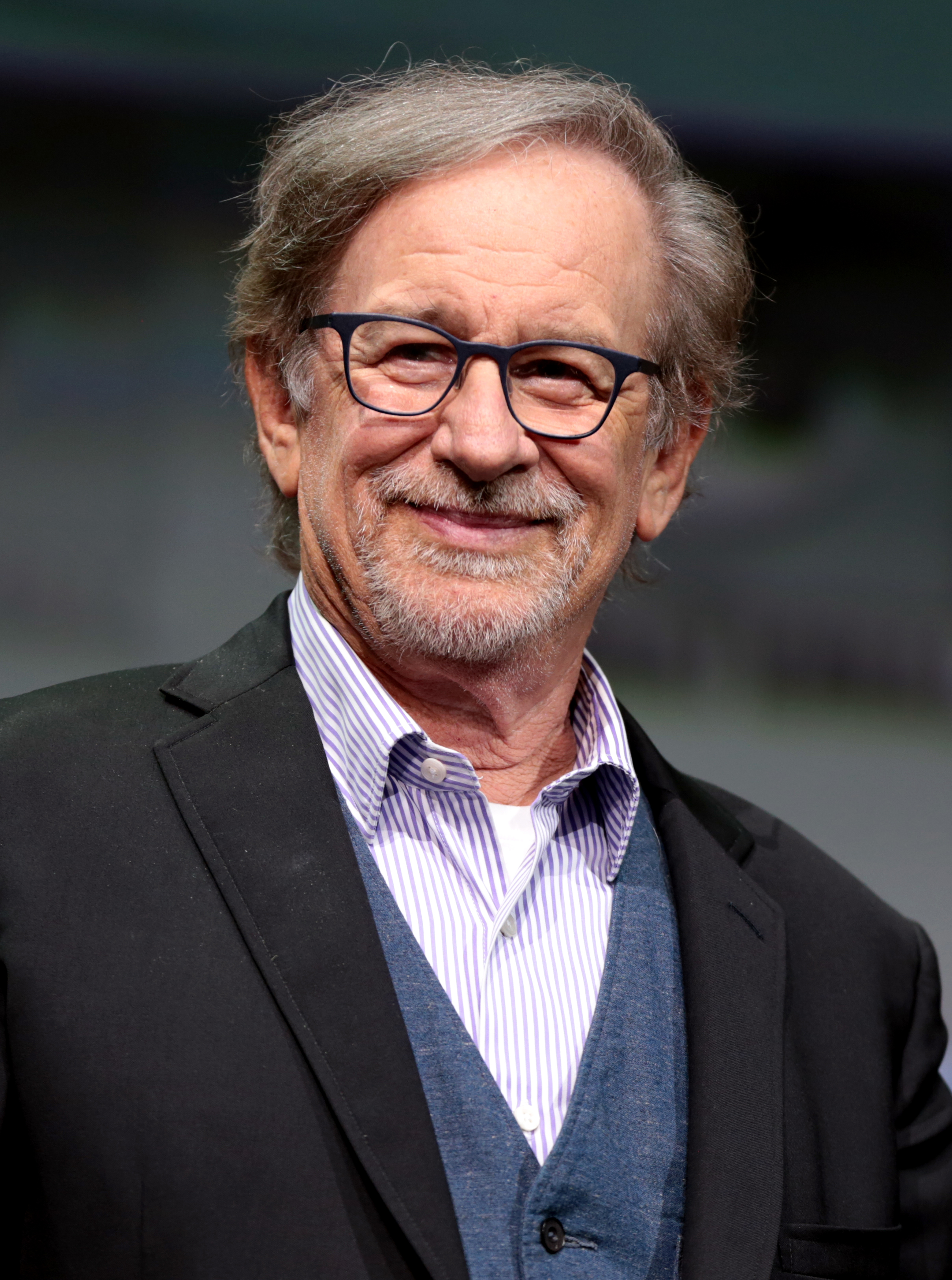
Steven Spielberg, Regisseur des preisgekrönten Musicals West Side Story

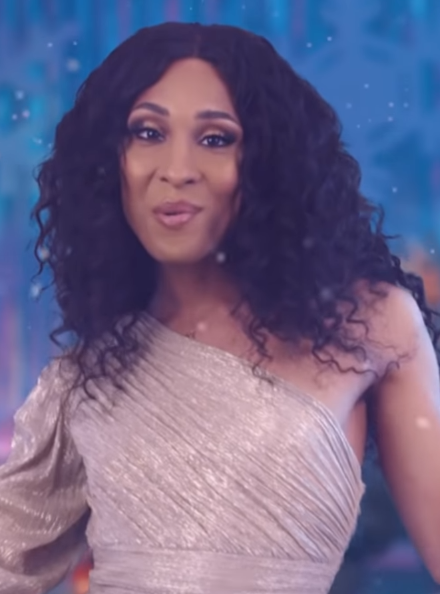
MJ Rodriguez, beste Serien-Hauptdarstellerin (Drama) für Pose

Mit je drei Auszeichnungen schnitten Jane Campions The Power of the Dog (bestes Filmdrama), Steven Spielbergs West Side Story (Bestes Musical/Komödie) und die Fernsehserie Succession am erfolgreichsten ab. Erstmals in der Geschichte der Preisverleihung wurde mit MJ Rodriguez (Pose) eine transgeschlechtliche Schauspielerin ausgezeichnet. Sie erhielt den Golden Globe als Beste Hauptdarstellerin in einer Dramaserie zuerkannt.
Die Nominierungen waren am 13. Dezember 2021 vom Rapper Snoop Dogg und der Vizepräsidentin der Hollywood Foreign Press Association (HFPA) Helen Hoehne bekanntgegeben worden. Das Historiendrama Belfast von Kenneth Branagh und The Power of the Dog hatten mit jeweils sieben Nominierungen das Favoritenfeld angeführt.

## Preisträger und Nominierte im Bereich Film
| Film                 | N | A |
| -------------------- | - | - |
| The Power of the Dog | 7 | 3 |
| Belfast              | 7 | 1 |
| West Side Story      | 4 | 3 |
| King Richard         | 4 | 1 |
| Don’t Look Up        | 4 | 0 |
| Licorice Pizza       | 4 | 0 |
| Being the Ricardos   | 3 | 1 |
| Dune                 | 3 | 1 |
| Encanto              | 3 | 1 |
| Tick, Tick… Boom!    | 2 | 1 |
| Coda                 | 2 | 0 |
| Cyrano               | 2 | 0 |
| Frau im Dunkeln      | 2 | 0 |
| Parallele Mütter     | 2 | 0 |

### Bester Film – Drama
The Power of the Dog – Regie: Jane Campion
- Belfast – Regie: Kenneth Branagh
- Coda – Regie: Siân Heder
- Dune – Regie: Denis Villeneuve
- King Richard – Regie: Reinaldo Marcus Green

### Bester Film – Komödie/Musical
West Side Story – Regie: Steven Spielberg
- Cyrano – Regie: Joe Wright
- Don’t Look Up – Regie: Adam McKay
- Licorice Pizza – Regie: Paul Thomas Anderson
- Tick, Tick… Boom! – Regie: Lin-Manuel Miranda

### Beste Regie
Jane Campion – The Power of the Dog
- Kenneth Branagh – Belfast
- Maggie Gyllenhaal – Frau im Dunkeln (The Lost Daughter)
- Steven Spielberg – West Side Story
- Denis Villeneuve – Dune

### Bester Hauptdarsteller – Drama
Will Smith – King Richard
- Mahershala Ali – Schwanengesang (Swan Song)
- Javier Bardem – Being the Ricardos
- Benedict Cumberbatch – The Power of the Dog
- Denzel Washington – Macbeth (The Tragedy of Macbeth)

### Beste Hauptdarstellerin – Drama
Nicole Kidman – Being the Ricardos
- Jessica Chastain – The Eyes of Tammy Faye
- Olivia Colman – Frau im Dunkeln (The Lost Daughter)
- Lady Gaga – House of Gucci
- Kristen Stewart – Spencer

### Bester Hauptdarsteller – Komödie/Musical
Andrew Garfield – Tick, Tick… Boom!
- Leonardo DiCaprio – Don’t Look Up
- Peter Dinklage – Cyrano
- Cooper Hoffman – Licorice Pizza
- Anthony Ramos – In the Heights

### Beste Hauptdarstellerin – Komödie/Musical
Rachel Zegler – West Side Story
- Marion Cotillard – Annette
- Alana Haim – Licorice Pizza
- Jennifer Lawrence – Don’t Look Up
- Emma Stone – Cruella

### Bester Nebendarsteller
Kodi Smit-McPhee – The Power of the Dog
- Ben Affleck – The Tender Bar
- Jamie Dornan – Belfast
- Ciarán Hinds – Belfast
- Troy Kotsur – Coda

### Beste Nebendarstellerin
Ariana DeBose – West Side Story
- Caitriona Balfe – Belfast
- Kirsten Dunst – The Power of the Dog
- Aunjanue Ellis – King Richard
- Ruth Negga – Seitenwechsel (Passing)

### Bestes Drehbuch
Kenneth Branagh – Belfast
- Paul Thomas Anderson – Licorice Pizza
- Jane Campion – The Power of the Dog
- Adam McKay – Don’t Look Up
- Aaron Sorkin – Being the Ricardos

### Beste Filmmusik
Hans Zimmer – Dune
- Alexandre Desplat – The French Dispatch
- Germaine Franco – Encanto
- Jonny Greenwood – The Power of the Dog
- Alberto Iglesias – Parallele Mütter (Madres paralelas)

### Bester Filmsong
No Time to Die aus James Bond 007: Keine Zeit zu sterben (No Time to Die) – Billie Eilish und Finneas O’Connell
- Be Alive aus King Richard – Dixson, Beyoncé
- Dos Oruguitas aus Encanto – Lin-Manuel Miranda
- Down to Joy aus Belfast – Van Morrison
- Here I Am (Singing My Way Home) aus Respect – Carole King, Jennifer Hudson und Jamie Hartman

### Bester Animationsfilm
Encanto
- Flee
- Luca
- My Sunny Maad
- Raya und der letzte Drache (Raya and the Last Dragon)

### Bester fremdsprachiger Film
Drive My Car (ドライブ・マイ・カー, Doraibu mai kā) – Japan
- Abteil Nr. 6 (Hytti nro 6) – Finnland
- The Hand of God (È stata la mano di Dio) – Italien
- A Hero – Die verlorene Ehre des Herrn Soltani (قهرمان / Ghahreman) – Iran
- Parallele Mütter (Madres paralelas) – Spanien

## Preisträger und Nominierte im Bereich Fernsehen
| Serie/Film                   | N | A |
| ---------------------------- | - | - |
| Succession                   | 5 | 3 |
| Ted Lasso                    | 4 | 1 |
| The Morning Show             | 4 | 0 |
| Hacks                        | 3 | 2 |
| Dopesick                     | 3 | 1 |
| Pose                         | 3 | 1 |
| Squid Game                   | 3 | 1 |
| The Great                    | 3 | 0 |
| Maid                         | 3 | 0 |
| Only Murders in the Building | 3 | 0 |
| Mare of Easttown             | 2 | 1 |
| Black-ish                    | 2 | 0 |
| Lupin                        | 2 | 0 |
| Scenes from a Marriage       | 2 | 0 |
| WandaVision                  | 2 | 0 |

### Beste Serie – Drama
Succession
- Lupin
- The Morning Show
- Pose
- Squid Game

### Bester Serien-Hauptdarsteller – Drama
Jeremy Strong – Succession
- Brian Cox – Succession
- Lee Jung-jae – Squid Game
- Billy Porter – Pose
- Omar Sy – Lupin

### Beste Serien-Hauptdarstellerin – Drama
MJ Rodriguez – Pose
- Uzo Aduba – In Treatment – Der Therapeut (In Treatment)
- Jennifer Aniston – The Morning Show
- Christine Baranski – The Good Fight
- Elisabeth Moss – The Handmaid’s Tale – Der Report der Magd (The Handmaid's Tale)

### Beste Serie – Komödie/Musical
Hacks
- The Great
- Only Murders in the Building
- Reservation Dogs
- Ted Lasso

### Bester Serien-Hauptdarsteller – Komödie/Musical
Jason Sudeikis – Ted Lasso
- Anthony Anderson – Black-ish
- Nicholas Hoult – The Great
- Steve Martin – Only Murders in the Building
- Martin Short – Only Murders in the Building

### Beste Serien-Hauptdarstellerin – Komödie/Musical
Jean Smart – Hacks
- Hannah Einbinder – Hacks
- Elle Fanning – The Great
- Issa Rae – Insecure
- Tracee Ellis Ross – Black-ish

### Beste Miniserie oder Fernsehfilm
The Underground Railroad
- Dopesick
- Impeachment: American Crime Story
- Maid
- Mare of Easttown

### Bester Hauptdarsteller – Miniserie oder Fernsehfilm
Michael Keaton – Dopesick
- Paul Bettany – WandaVision
- Oscar Isaac – Scenes from a Marriage
- Ewan McGregor – Halston
- Tahar Rahim – Die Schlange (The Serpent)

### Beste Hauptdarstellerin – Miniserie oder Fernsehfilm
Kate Winslet – Mare of Easttown
- Jessica Chastain – Scenes from a Marriage
- Cynthia Erivo – Genius: Aretha
- Elizabeth Olsen – WandaVision
- Margaret Qualley – Maid

### Bester Nebendarsteller – Serie, Miniserie oder Fernsehfilm
Oh Young-soo – Squid Game
- Billy Crudup – The Morning Show
- Kieran Culkin – Succession
- Mark Duplass – The Morning Show
- Brett Goldstein – Ted Lasso

### Beste Nebendarstellerin – Serie, Miniserie oder Fernsehfilm
Sarah Snook – Succession
- Jennifer Coolidge – The White Lotus
- Kaitlyn Dever – Dopesick
- Andie MacDowell – Maid
- Hannah Waddingham – Ted Lasso